# 12. nordlige breddekreds
Den 12. nordlige breddekreds (eller 12 grader nordlig bredde) er en breddekreds, der ligger 12 grader nord for ækvator. Den løber gennem Afrika, det Indiske Ocean, Sydasien, Sydøstasien, Stillehavet, Mellemamerika, Sydamerika og Atlanterhavet.